# Paul St.Peter
Paul St.Peter (12 aprile 1958) è un doppiatore statunitense specializzato nel doppiaggio di anime giapponesi.
È noto per i suoi lavori nella serie animata di Naruto e nel film d'animazione Cowboy Bebop. Nel mondo dei videogiochi e noto per i suoi lavori nella saga di videogiochi di Kingdom Hearts  dove doppia Xemnas capo dell'Organizzazione 13 e nemico principale di Kingdom Hearts 2 e in Dynasty Warriors.